# John Murray Easton

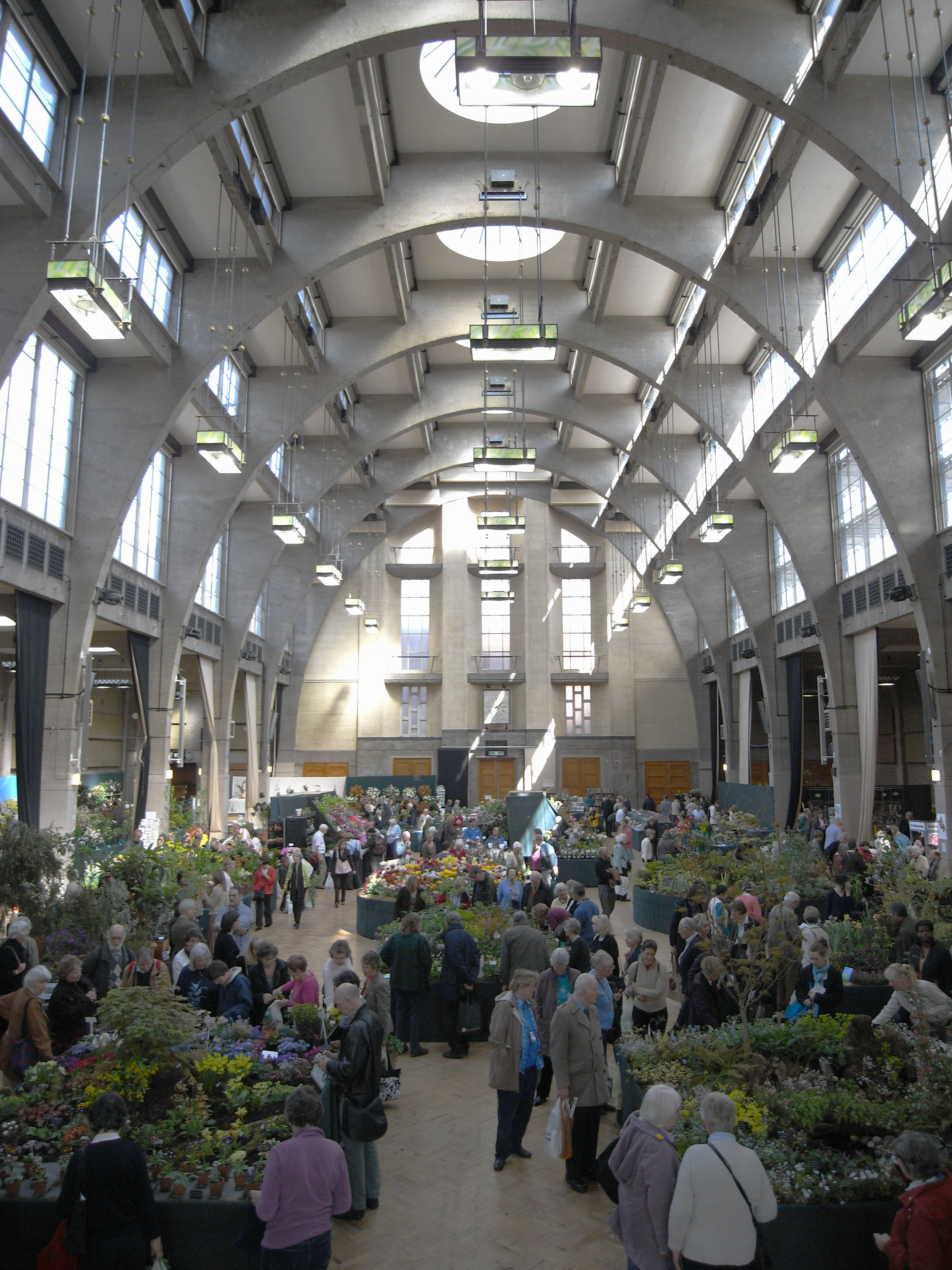
Lawrence Hall der Royal Horticultural Society, London 1928 (mit Robertson)

John Murray Easton (* 30. Januar 1889 in Aberdeen; † 19. August 1975 in London) war ein schottischer Architekt. Er studierte Architektur an der Robert Gordon University in Aberdeen und am University College London. 1921 schloss er sein Studium ab und wurde zum Associated Member des Royal Institute of British Architects gewählt, 1927 folgte die Vollmitgliedschaft (Fellow).
In den Jahren 1924/25 war er Redakteur der Architekturzeitschrift Building News und schrieb auch für weitere Zeitschriften wie die Architectural Review und die Zeitschrift Architecture des American Institute of Architects.
1939 und 1940 war er Vorsteher der Architectural Association School in London sowie von 1945 bis 1947 Vizepräsident des Royal Institute of British Architects. 1955 erhielt er die Royal Gold Medal des Institutes. 1958 wurde er zum assoziierten Mitglied der Académie royale des Sciences, des Lettres et des Beaux-Arts de Belgique gewählt.
Er arbeitete eng mit Howard Robertson zusammen, mit welchem er von 1919 bis 1963 ein gemeinsames Büro hatte. Schwerpunkte seiner Arbeit waren der Schul-, Universitäts- und Krankenhausbau.
John Murray Easton starb 1975 und wurde auf dem Kensal Green Cemetery beigesetzt.

## Werke (Auswahl)
- Lawrence Hall der Royal Horticultural Society, London, 1928 (mit Howard Robertson, als Grade II*-Bauwerk geschützt[5])
- Schloss Freudenberg, Rotkreuz, Schweiz, 1933 (Gartenarchitekt Russell Page)[6]
- New River Head Research Building der Thames Water Authority, Islington, 1938 (Grade II[7])
- Britischer Pavillon auf der Weltausstellung 1939[8]
- U-Bahnhof Loughton, Essex, 1940 (Grade II[9])